# سونر دمیرتاش
سونر دمیرتاش ورزشکار مرد رشتهٔ کشتی آزاد متولد ۲۵ ژوئن ۱۹۹۱ در کشور ترکیه است.

## المپیک ۲۰۱۶ ریو
دمیرتاش در سال ۲۰۱۶ میلادی در المپیک ۲۰۱۶ ریو در وزن ۷۴ کیلو حاضر بود که در مسابقه اول اونوربات پروجاو از مغولستان را شکست داد اما در دور بعد از حسن یزدانی کشتی‌گیر ایرانی شکست خورد و با توجه به حضور این کشتی‌گیر در فینال، به دیدار شانس مجدد رفت. او در اولین مسابقه شانس مجدد اسناگ کاستلی از هائیتی را شکست داد و به دیدار رده‌بندی راه یافت. وی در دیدار رده‌بندی گلیم خام یوسربایف کشتی‌گیر قزاقی را شکست داد و مدال برنز را بدست آورد.

## مسابقات قهرمانی کشتی جهان ۲۰۱۷
دمیرتاش در وزن ۷۴ کیلو مسابقات قهرمانی کشتی آزاد جهان ۲۰۱۷ پاریس حاضر بود که در دورهای اول و دوم اوقنی ندآلکو از مولداوی و تایموراز فریف از اسپانیا را شکست داد اما در نیمه نهایی به ختاگ تسابولوف از روسیه شکست خورد و به دیدار رده‌بندی رفت. وی در دیدار رده‌بندی جبرییل حسن‌اف کشتی‌گیر آذربایجانی را شکست داد و مدال برنز وزن ۷۴ کیلوگرم را بدست آورد.